# Jeff Chase
Jeff Chase, eigentlich Jeffrey L. Sniffen, (* 17. Januar 1968 in Paterson, New Jersey) ist ein US-amerikanischer Schauspieler.

## Leben
Jeff Chase erreicht eine Größe von 2,00 Meter bei einem Körpergewicht von 127 Kilogramm. Er studierte an der West Virginia University und war von 1986 bis 1991 in der Offensive des American Football tätig und  spielte eine Session in der professionellen Liga im Team der Albany Firebirds.
Er heiratete am 5. Januar 1991 Kimberly Chase. Jeff Chase lebt mit seinem Sohn Cory Chase, der im Jahre 1998 geboren wurde, und seiner Frau in Clermont, Florida. 
Während der Dreharbeiten zu der US-amerikanischen Fernsehserie Dexter (Episode The Damage a Man Can Do), in der Jeff Chase als Stuntman mitwirkte, verwechselte der Schauspieler Jimmy Smits ein reales Messer mit einem Plastikmesser und verletzte Chase damit.

## Filmografie
- 2001: Shadows of Death: Im Fadenkreuz der Mafia (In the Shadows)
- 2001: Sheena – Königin des Dschungels (Sheena, Fernsehserie, Episode 2x05)
- 2001: Ritter Jamal – Eine schwarze Komödie (Black Knight)
- 2001–2005: Alias – Die Agentin (Alias, Fernsehserie, 3 Episoden)
- 2002: All About the Money (All About the Benjamins)
- 2002: New York Cops – NYPD Blue (NYPD Blue, Fernsehserie, Episode 9x16)
- 2002–2003: Cedric the Entertainer Presents (Fernsehserie, 2 Episoden)
- 2003: Dunsmore
- 2003: Nip/Tuck – Schönheit hat ihren Preis (Nip/Tuck, Fernsehserie, Episode 1x01 McNamara / Troy (Pilot))
- 2003: Dickie Roberts: Kinderstar (Dickie Roberts: Former Child Star)
- 2003: Welcome to the Jungle (The Rundown)
- 2004: She Spies – Drei Ladies Undercover (She Spies, Fernsehserie, Episode 2x15)
- 2004: The Punisher
- 2005: Scrubs – Die Anfänger (Scrubs, Fernsehserie, Episode 4x21 Meine Lippen sind versiegelt)
- 2005: Transporter – The Mission (Transporter 2)
- 2005: Monk (Fernsehserie, Episode 4x08 Mr. Monk war auch mal klein)
- 2005: Kids in America
- 2005: Lenny, der Wunderhund (Lenny the Wonder Dog)
- 2006: Huff – Reif für die Couch (Huff, Fernsehserie, Episode 2x01)
- 2006: Pepper Dennis (Fernsehserie, Episode 1x02)
- 2006: Mission: Impossible III
- 2006: The Marine
- 2006: What About Brian (What About Brian?, Fernsehserie, Episode 2x06 Neue Ideen)
- 2007: Undead or Alive: A Zombedy (Undead or Alive)
- 2007: Redline
- 2007: Burn Notice (Fernsehserie, Episode 1x08 Auf der Flucht)
- 2007: Sydney White – Campus Queen (Sydney White)
- 2007, 2010: Chuck (Fernsehserie, 2 Episoden)
- 2008: Das Jahr, in dem wir uns kennen lernten (The Year of Getting to Know Us)
- 2008: Loaded
- 2008: Zeit der Sehnsucht (Days of Our Lives, Fernsehserie, 5 Episoden)
- 2008: Baitshop
- 2008: Dexter (Fernsehserie, Episode 3x08 Schmetterlingseffekt)
- 2009: Slammin’ Salmon – Butter bei die Fische! (The Slammin’ Salmon)
- 2009: Against the Dark
- 2009: Ace Ventura 3 – Der Tier-Detektiv (Ace Ventura Jr: Pet Detective, Fernsehfilm)
- 2009: Star Trek
- 2010: Spy Daddy (The Spy Next Door)
- 2010: Zeke und Luther (Zeke and Luther, Fernsehserie, Episode 1x20)
- 2010: Knucklehead – Ein bärenstarker Tollpatsch (Knucklehead)
- 2010: Hard Breakers
- 2011: The Mechanic
- 2011: Bulletproof Gangster (Kill the Irishman)
- 2011: Swamp Shark – Der Killerhai (Swamp Shark, Fernsehfilm)
- 2011: Charlie’s Angels (Fernsehserie, Episode 1x01)
- 2011: Sam Steele and the Crystal Chalice
- 2012: Was passiert, wenn’s passiert ist (What to Expect When You’re Expecting)
- 2012: Rock of Ages
- 2012: Freelancers
- 2012: Looper
- 2013: Banshee – Small Town. Big Secrets. (Banshee, Fernsehserie, 2 Episoden)
- 2013: Revolution (Fernsehserie, Episode 1x13 Immer das gleiche Spiel)
- 2013: Pain & Gain
- 2013: Star Trek Into Darkness
- 2013: Escape Plan
- 2013: Missionary
- 2013: The Game (Fernsehserie, Episode 6x15)
- 2013: Blood Shot
- 2013: Under the Dome (Fernsehserie, Episode 1x07 Jeder gegen Jeden)
- 2014: Graceland (Fernsehserie, Episode 2x02)
- 2014: Let’s be Cops – Die Party Bullen (Let’s Be Cops)
- 2015: Hindsight (Fernsehserie, Episode 1x05)
- 2015: Bloodline (Fernsehserie, Episode 1x06 Teil 6)
- 2015: Dark Places – Gefährliche Erinnerung (Dark Places)
- 2016: Die Jones – Spione von nebenan (Keeping Up with the Joneses)
- 2016: Die wahren Memoiren eines Internationalen Killers (The True Memoirs of an International Assassin)
- 2017: Baby Driver
- 2017–2018: Navy CIS: New Orleans (NCIS: New Orleans, Fernsehserie, 2 Episoden)
- 2018: The Domestics
- 2018: Avengers of Justice: Farce Wars
- 2019: Escape Plan 3: The Extractors
- 2019: The Fanatic
- 2019: Jay and Silent Bob Reboot
- 2020: Arkansas
- 2020: Scream Test
- 2021: Your Honor (Fernsehserie, Episode 1x10 Teil 10)
- 2022: Fear the Walking Dead (Fernsehserie, Episode 7x16 Verloren)
- 2023: The Winchesters (Fernsehserie, Episode 1x10)
- 2023: 57 Seconds